# Ham Lini
Hamilson Lini Vanuarora (né le 8 décembre 1951 sur l'île de Pentecôte), mieux connu sous le nom de Ham Lini, est un homme d'État de la République de Vanuatu qui fut Premier ministre du 11 décembre 2004 au 22 septembre 2008, vice-Premier ministre et ministre des Travaux publics du 22 septembre au 2 octobre 2008, puis ministre de la Justice (toujours en étant vice-Premier ministre) du 2 octobre 2008, au 18 novembre 2009, chef de l'opposition du 18 novembre 2009 au 2 décembre 2010 et de nouveau vice-Premier ministre ainsi que ministre des Échanges, du Commerce, de l'Industrie et du Tourisme du 2 décembre 2010 au 24 avril 2011 (invalidé), du 13 mai au 16 juin 2011 (invalidé), du 26 juin 2011 au 21 mars 2013 et du 15 mai 2014 au 11 juin 2015.

## Biographie
Ham Lini est le frère de Walter Lini, le père de l'indépendance nationale du Vanuatu.

## 2004
Ham Lini est le chef du National Unified Party ou NUP (Parti national unifié, PNU en français) depuis le décès de Walter Lini en 1999. Ce parti avait été créé en 1991 par les partisans de Lini au sein du Vanua'aku Pati. Le mouvement est, à la suite des élections législatives de juillet 2004, le premier parti du parlement avec 10 sièges sur 52. Cela ne suffit alors pas pour obtenir le poste de Premier ministre car, au jeu des alliances, Serge Vohor obtient une majorité de 28 voix contre 24 pour Lini. Le 28 juillet 2004 Vohor est donc élu Premier ministre. Lini ne désarme pas et devant la contestation, Vohor et Lini forment un gouvernement d'unité nationale le 20 août 2004, Vohor restant Premier ministre et Ham Lini obtenant le poste de vice-Premier ministre. Le 11 décembre 2004, Vohor est contraint de démissionner à la suite de l'instauration de relations diplomatiques avec Taïwan plutôt qu'avec la Chine. Lini est alors élu Premier ministre.

## 2008
Aux élections législatives du 2 septembre 2008, il vise un nouveau mandat, mais son parti n'obtient que huit sièges, derrière les dix du Vanua'aku Pati. Les deux partis forment alors une coalition. Lini cède le poste de premier ministre à Edward Natapei, mais demeure au gouvernement au poste de ministre des Travaux publics. Quelques jours plus tard, un remaniement ministériel eut lieu, afin d'intégrer au gouvernement l'Union des partis modérés, qui menaçait le gouvernement d'effectuer une motion de censure parlementaire à son encontre. Le poste de ministre des Travaux publics fut conféré à Serge Vohor, et Ham Lini fut transféré à la tête du ministère de la Justice. En novembre 2009, un nouveau remaniement ministériel a lieu, sans que les ministres du NUP et du Parti républicain du Vanuatu soient reconduits, ceux-ci ayant prévu de déposer une motion de censure. Ham Lini devient le nouveau chef de l'opposition, et sa motion de censure n'est votée que par 11 députés tandis que le Premier ministre garde la confiance de 36 membres du Parlement.

## 2010
Le 2 décembre 2010, il s'associe avec le « Bloc de l'Alliance » (coalition de plusieurs petits partis) de Sato Kilman (jusque-là vice-Premier ministre du gouvernement d'Edward Natapei) et le Parti républicain de Maxime Carlot Korman (alors président du Parlement) pour voter une motion de censure contre Natapei. Sato Kilman devient Premier ministre, et Ham Lini son vice-Premier ministre chargé des Échanges, du Commerce, de l'Industrie et du Tourisme. Après une fronde dans sa majorité parlementaire, le gouvernement Kilman est contraint de démissionner le 21 mars 2013 ; Lini siège dès lors sur les bancs de l'Opposition.

## 2014
Cette opposition parlementaire, menée par Sato Kilman et Lini, finit par faire voter une motion de censure grâce au ralliement d'une partie de la majorité (le Vanua'aku Pati d'Edward Natapei et le Parti Terre et Justice de Ralph Regenvanu). Un nouveau cabinet est formé par Joe Natuman, du Vanua'aku Pati, et Ham Lini retrouve le poste de Vice-Premier ministre chargé des Échanges, du Commerce, de l'Industrie et du Tourisme. Renversé à son tour à la suite du départ de trois députés de la majorité dont Sato Kilman (qui devient le nouveau Premier ministre), Ham Lini devient le chef adjoint de l'opposition, dirigée par Edward Natapei.